# Sartor tucuruiense
Sartor tucuruiense é uma espécie de peixe endêmica do Brasil. É encontrado na bacia do rio Tocantins e no Pará. Esta espécie atinge um comprimento de 11 centímetros (4,3 pol).